# Stockholms Spårvägars Gymnastik och Idrottsförening
Spårvägens GoIF (Stockholms Spårvägars Gymnastik och Idrottsförening) é um clube esportivo sueco fundado em 1919 por empregados da empresa Stockholms Spårvägar. Atualmente possui 15 departamentos de esportes: atletismo, badminton, bandy, boliche, ciclismo, futebol, handebol, orientação, esqui, natação, tênis, tênis de mesa, halterofilismo, vôlei e wrestling.
Possui certo destaque no tênis de mesa. Entre os mesa-tenistas que já jogaram pelo clube estão Jan-Ove Waldner, Mikael Appelgren e Cláudio Kano (que inclusive formou a equipe campeã do campeonato sueco de tênis de mesa em 1987).